# Atysa porphyrea
Atysa porphyrea es un coleóptero de la familia Chrysomelidae.
Fue descrita científicamente por primera vez en 1889 por Léon Fairmaire.